# Campeonato Mundial de Atletismo de 2015 - 200 m masculino
A prova dos 200 metros masculino do Campeonato Mundial de Atletismo de 2015 foi disputada entre 25 e 27 de agosto no Estádio Nacional de Pequim, em Pequim.

## Recordes
Antes desta competição, os recordes mundiais e do campeonato nesta prova eram os seguintes:
| Tipo                  | Atleta     | Tempo | Local  | Data                 |
| --------------------- | ---------- | ----- | ------ | -------------------- |
|                       | Usain Bolt | 19.19 | Berlim | 20 de agosto de 2009 |
| Recorde do campeonato | Usain Bolt | 19.19 | Berlim | 20 de agosto de 2009 |

## Medalhistas
| Ouro             | Prata               | Bronze                |
| Usain Bolt (JAM) | Justin Gatlin (USA) | Anaso Jobodwana (RSA) |

## Cronograma
Todos os horários são locais (UTC+8).
| Data         | Hora  | Evento        |
| ------------ | ----- | ------------- |
| 25 de agosto | 19:30 | Eliminatórias |
| 26 de agosto | 20:30 | Semifinal     |
| 27 de agosto | 20:55 | Final         |

## Resultados

### Eliminatórias
Qualificação: Os 3 de cada bateria (Q) e os 3 melhores tempos  (q) avançam para a semifinal. 
Vento: Bateria 1: -0,3 m/s, Bateria 2: -0,2 m/s, Bateria 3: +0,1 m/s, Bateria 4: 0,0 m/s, Bateria 5: -0,4 m/s, Bateria 6: -0,1 m/s, Bateria 7: -0,4.
| Colocação | Bateria | Atleta                      | Nacionalidade          | Tempo | Notas |
| --------- | ------- | --------------------------- | ---------------------- | ----- | ----- |
| 1         | 1       | Ramil Guliyev               | Turquia                | 20,01 | Q, NR |
| 2         | 2       | Alonso Edward               | Panamá                 | 20,11 | Q     |
| 3         | 5       | Zharnel Hughes              | Grã-Bretanha           | 20,13 | Q     |
| 4         | 6       | Lykourgos-Stefanos Tsakonas | Grécia                 | 20,14 | Q     |
| 5         | 5       | Julian Forte                | Jamaica                | 20,16 | Q     |
| 6         | 5       | Brendon Rodney              | Canadá                 | 20,18 | Q, PB |
| 7         | 4       | Justin Gatlin               | Estados Unidos         | 20,19 | Q     |
| 8         | 2       | Churandy Martina            | Países Baixos          | 20,22 | Q, SB |
| 8         | 7       | Anaso Jobodwana             | África do Sul          | 20,22 | Q     |
| 10        | 5       | Akani Simbine               | África do Sul          | 20,23 | q, PB |
| 11        | 6       | Warren Weir                 | Jamaica                | 20,24 | Q, SB |
| 12        | 7       | Femi Ogunode                | Catar                  | 20,25 | Q     |
| 13        | 1       | Kenji Fujimitsu             | Japão                  | 20,28 | Q     |
| 13        | 3       | Usain Bolt                  | Jamaica                | 20,28 | Q     |
| 15        | 2       | Christophe Lemaitre         | França                 | 20,29 | Q     |
| 15        | 3       | Roberto Skyers              | Cuba                   | 20,29 | Q     |
| 17        | 5       | Jeremy Dodson               | Samoa                  | 20,31 | q, SB |
| 18        | 2       | Kei Takase                  | Japão                  | 20,33 | q     |
| 19        | 3       | Yancarlos Martínez          | República Dominicana   | 20,34 | Q     |
| 20        | 4       | Abdul Hakim Sani Brown      | Japão                  | 20,35 | Q     |
| 20        | 6       | Daniel Talbot               | Grã-Bretanha           | 20,35 | Q     |
| 22        | 1       | Reynier Mena                | Cuba                   | 20,37 | Q     |
| 23        | 7       | Miguel Francis              | Antígua e Barbuda      | 20,38 | Q     |
| 24        | 1       | Hua Wilfried Koffi          | Costa do Marfim        | 20,39 | SB    |
| 25        | 4       | Nickel Ashmeade             | Jamaica                | 20,40 | Q     |
| 26        | 2       | Bruno de Barros             | Brasil                 | 20,42 |       |
| 27        | 4       | Carvin Nkanata              | Quênia                 | 20,43 |       |
| 27        | 7       | Aaron Brown                 | Canadá                 | 20,43 |       |
| 29        | 4       | Jeffrey John                | França                 | 20,48 |       |
| 30        | 2       | Tega Odele                  | Nigéria                | 20,49 |       |
| 31        | 1       | Mike Mokamba Nyang'Au       | Quênia                 | 20,51 |       |
| 31        | 3       | Julian Reus                 | Alemanha               | 20,51 |       |
| 31        | 1       | Isiah Young                 | Estados Unidos         | 20,51 |       |
| 31        | 7       | Kyle Greaux                 | Trinidad e Tobago      | 20,51 |       |
| 35        | 3       | Julius Morris               | Monserrate             | 20,56 |       |
| 36        | 7       | Aldemir da Silva Junior     | Brasil                 | 20,59 |       |
| 37        | 5       | Serhiy Smelyk               | Ucrânia                | 20,60 |       |
| 38        | 6       | Robin Erewa                 | Alemanha               | 20,67 |       |
| 39        | 4       | Antoine Adams               | São Cristóvão e Neves  | 20,75 |       |
| 40        | 6       | Karol Zalewski              | Polónia                | 20,77 |       |
| 41        | 5       | Sibusiso Matsenjwa          | Essuatíni              | 20,78 | SB    |
| 42        | 6       | Adama Jammeh                | Gâmbia                 | 20,81 | SB    |
| 43        | 3       | Teray Smith                 | Bahamas                | 20,91 |       |
| 44        | 5       | Harold Houston              | Bermudas               | 20,92 |       |
| 45        | 3       | Sydney Siame                | Zâmbia                 | 21,08 |       |
| 46        | 2       | Tatenda Tsumba              | Zimbabwe               | 21,21 |       |
| 47        | 1       | Mohammed Abukhousa          | Palestina              | 21,36 | SB    |
| 48        | 6       | Mosito Lehata               | Lesoto                 | 21,43 |       |
| 49        | 1       | Liaquat Ali                 | Paquistão              | 21,55 |       |
| 50        | 2       | Luka Rakić                  | Montenegro             | 21,86 |       |
| 51        | 4       | Phearath Nget               | Camboja                | 22,11 |       |
| 52        | 3       | Mauriel Carty               | Anguila                | 22,63 | SB    |
| 53        | 4       | Jerai Torres                | Gibraltar              | 22,77 | SB    |
| 54        | 2       | Beouch Ngirchongor          | Marianas Setentrionais | 23,93 | PB    |
|           | 7       | Álex Quiñónez               | Equador                | DQ    |       |
|           | 7       | Xie Zhenye                  | China                  | DQ    |       |
|           | 1       | Ahmed Ali                   | Sudão                  | DQ    |       |
|           | 3       | Rolando Palacios            | Honduras               | DQ    |       |
|           | 4       | Mohammad Hossein Abareghi   | Irão                   | DNS   |       |
|           | 6       | Wallace Spearmon            | Estados Unidos         | DNS   |       |

### Semifinal
Qualificação: Os 2 de cada bateria (Q) e os 2 melhores tempos  (q) avançam para a final. 
Vento: Bateria 1: +0,4 m/s, Bateria 2: -0,2 m/s, Bateria 3: +0,8 m/s.
| Classificação | Bateria | Atleta                      | Nacionalidade        | Tempo | Notas |
| ------------- | ------- | --------------------------- | -------------------- | ----- | ----- |
| 1             | 2       | Justin Gatlin               | Estados Unidos       | 19,87 | Q     |
| 2             | 3       | Usain Bolt                  | Jamaica              | 19,95 | Q, SB |
| 3             | 3       | Anaso Jobodwana             | África do Sul        | 20,01 | Q, PB |
| 4             | 2       | Alonso Edward               | Panamá               | 20,02 | Q     |
| 5             | 2       | Femi Ogunode                | Catar                | 20,05 | q, NR |
| 6             | 3       | Ramil Guliyev               | Turquia              | 20,10 | q     |
| 7             | 1       | Zharnel Hughes              | Grã-Bretanha         | 20,14 | Q     |
| 7             | 3       | Miguel Francis              | Antígua e Barbuda    | 20,14 |       |
| 9             | 1       | Nickel Ashmeade             | Jamaica              | 20,19 | Q     |
| 10            | 1       | Churandy Martina            | Países Baixos        | 20,20 | SB    |
| 11            | 1       | Lykourgos-Stefanos Tsakonas | Grécia               | 20,22 |       |
| 12            | 3       | Roberto Skyers              | Cuba                 | 20,23 |       |
| 13            | 3       | Daniel Talbot               | Grã-Bretanha         | 20,27 | PB    |
| 14            | 2       | Yancarlos Martínez          | República Dominicana | 20,31 |       |
| 15            | 1       | Christophe Lemaitre         | França               | 20,34 |       |
| 15            | 3       | Kenji Fujimitsu             | Japão                | 20,34 |       |
| 17            | 1       | Akani Simbine               | África do Sul        | 20,37 |       |
| 18            | 1       | Warren Weir                 | Jamaica              | 20,43 |       |
| 19            | 1       | Brendon Rodney              | Canadá               | 20,46 |       |
| 20            | 2       | Abdul Hakim Sani Brown      | Japão                | 20,47 |       |
| 21            | 2       | Jeremy Dodson               | Samoa                | 20,53 |       |
| 22            | 2       | Reynier Mena                | Cuba                 | 20,56 |       |
| 23            | 2       | Julian Forte                | Jamaica              | 20,57 |       |
| 24            | 3       | Kei Takase                  | Japão                | 20,64 |       |

### Final
A final ocorreu às 20:55.
Vento:  -0,1 m/s.
| Colocação         | Faixa | Atleta          | Nacionalidade  | Tempo | Notas |
| ----------------- | ----- | --------------- | -------------- | ----- | ----- |
| Medalha de ouro   | 6     | Usain Bolt      | Jamaica        | 19,55 | WL    |
| Medalha de prata  | 4     | Justin Gatlin   | Estados Unidos | 19,74 |       |
| Medalha de bronze | 7     | Anaso Jobodwana | África do Sul  | 19,87 | NR    |
| 4                 | 9     | Alonso Edward   | Panamá         | 19,87 | SB    |
| 5                 | 5     | Zharnel Hughes  | Grã-Bretanha   | 20,02 | PB    |
| 6                 | 3     | Ramil Guliyev   | Turquia        | 20,11 |       |
| 7                 | 2     | Femi Ogunode    | Catar          | 20,27 |       |
| 8                 | 8     | Nickel Ashmeade | Jamaica        | 20,33 |       |

Legenda
| Recorde mundial       | Recorde mundial (World record)               |                       | Recorde africano                      | Recorde africano (African) |                                           | Q | Classificado por posição (Qualified) |
| Recorde do campeonato | Recorde do campeonato (Championship record)  | Recorde da América    | Recorde da América (Americas)         | q                          | Classificado por melhor tempo (Qualified) |   |                                      |
| Melhor marca do ano   | Melhor marca do ano (World leading)          | Recorde asiático      | Recorde asiático (Asian)              | DNS                        | Não largou (Did not start)                |   |                                      |
| Recorde nacional      | Recorde nacional (National record)           | Recorde europeu       | Recorde europeu (European)            | DNF                        | Não terminou (Did not finish)             |   |                                      |
| Recorde pessoal       | Recorde pessoal do atleta (Personal best)    | Recorde da Oceania    | Recorde da Oceania (Oceania)          | DSQ / DQ                   | Desclassificado (Disqualified)            |   |                                      |
| Recorde da temporada  | Recorde da temporada do atleta (Season best) | Recorde sul-americano | Recorde sul-americano (South America) | NM                         | Sem marca (No mark)                       |   |                                      |